# میشل تلو
میشل تلو (انگلیسی: Michel Teló؛ زادهٔ ۲۱ ژانویهٔ ۱۹۸۱) خواننده، ترانه‌سرا و بازیگر اهل برزیل است. آی سی یو ته پگو (Ai Se Eu Te Pego) مشهورترین آهنگ او در اروپا و آمریکای لاتین بوده‌است.
وی از سال ۱۹۹۸ میلادی تاکنون مشغول فعالیت بوده‌است اما نخستین فعالیت موسیقایی او مربوط به ۶ سالگی و دوران مدرسه است.
آهنگ  Ali Se Eu Te Pego در بازی Pro Evolution Soccer 2013 به عنوان آهنگ اصلی حضور دارد.